# Листьев, Владислав Николаевич
Владисла́в Никола́евич Ли́стьев (10 мая 1956, Москва, СССР — 1 марта 1995, Москва, Россия) — советский и российский журналист, телеведущий и предприниматель. Первый генеральный директор телеканала «ОРТ». Автор и первый ведущий телепередач «Взгляд», «Поле чудес», «Тема» и «Час пик».
1 марта 1995 года был убит в подъезде собственного дома на Новокузнецкой улице в Москве. Убийство стало одним из самых громких преступлений в России в 1990-х годах, вызвав широкий общественный резонанс, и осталось нераскрытым.

## Биография
Владислав Николаевич Листьев родился 10 мая 1956 года в Москве в обычной рабочей семье.
Окончил школу-интернат имени братьев Знаменских спортивного общества «Спартак» в Сокольниках (кандидат в мастера спорта по лёгкой атлетике), проходил подготовку под руководством заслуженного тренера РСФСР Зария Николаевича Энтина. Становился чемпионом СССР по бегу на километр среди юниоров, позже работал инструктором по физической культуре спортивного общества «Спартак». Проходил срочную военную службу под Москвой в Таманской гвардейской дивизии.
После подготовительного отделения поступил в Московский государственный университет (МГУ) на международное отделение факультета журналистики на специальность «журналист-международник». Учил испанский, французский и венгерский языки. Был спорторгом курса и бригадиром на «картошке» (по традиции студенты журфака помогали совхозу «Бородино» убирать урожай в сентябре-октябре, в такую длительную командировку отправлялись студенты первого курса международного отделения и затем весь второй курс). Окончил журфак по специальности «литературный сотрудник телевидения» в 1982 году.
После окончания вуза работал редактором радиовещания на зарубежные страны Главной редакции пропаганды Всесоюзного радио.
В 1987 году перешёл на работу в Молодёжную редакцию Центрального телевидения одним из ведущих программы «Взгляд».
Даже 10 лет спустя «Огонёк» позиционировал ведущих как «народных героев»:

Кто помнит, сколько их было, ведущих «Взгляда», появлявшихся в самой свободной студии «Останкино» по пятницам? Листьев, Любимов, Захаров, Политковский, Мукусев. Кто ещё — Ломакин, Додолев, Боровик… Они стали народными героями, олицетворявшими перемены внутри страны, так же, как символом перестройки за границей был Горбачёв. Потому что вместе с ними, смелея от пятницы к пятнице, мы учились говорить не кухонным шёпотом, а вслух: в СССР всё-таки есть секс, у капитализма тоже бывает человеческое лицо, рок-н-ролл жив, Чернобыль не авария, а трагедия… Но когда мы вместе прошли почти весь демократический букварь и научились громко говорить, было уже почти всё равно, кто говорит с нами из студии «Взгляда». За что всем, кто когда-либо делал это, большое человеческое спасибо.

Вдохновлённые успехом программы «Взгляд», Листьев и его коллеги основали телекомпанию ВИD (аббревиатура от «Взгляд и Другие»), которая и по сей день производит передачу «Жди меня» для телеканала НТВ.
С 1991 года Листьев был генеральным продюсером телекомпании, а с октября 1993 года стал её президентом. В период своей работы в телекомпании «ВИD» Листьев был автором и первым ведущим таких телепередач как капитал-шоу «Поле чудес», «Тема» и «Час пик», а также создателем программ «Звёздный час», «L-клуб», «Серебряный шар» и «Угадай мелодию». В этот же период стал конфликтовать с партнёрами по компании. В книге «Влад Листьев. Пристрастный реквием» рассказано, что Листьев был «смещён» с должности президента компании своими коллегами (его место занял Александр Любимов).
Утром 4 октября 1993 года в эфире РТР Листьев резко негативно высказался о сторонниках Верховного Совета, обвинив их в убийстве мирных жителей Москвы.
В 1994 году стал инициатором автошоу «Гонки на выживание», которые ежегодно проводятся с 1996 года в различных городах России.
В январе 1995 года Листьев ушёл из телекомпании «ВИD», став генеральным директором новой телекомпании «Общественное российское телевидение» (ОРТ). Александр Кондрашов обращает внимание на утверждение в книге «Битлы перестройки», что «на пост генерального директора ОРТ Березовский выбрал Влада, так как из всех кандидатов у него у единственного был титульный пятый пункт». Алексей Венедиктов считает, что «Листьев был единственной надеждой Березовского остановить казнокрадство на ОРТ». Листьев немедленно затевает серьёзные преобразования в хозяйственной политике компании. Совет директоров ОРТ по предложению заместителя генерального директора Бадри Патаркацишвили принимает беспрецедентное решение — ввести с 1 апреля мораторий на показ рекламы на первом федеральном канале, Влад Листьев утверждает этот приказ. Это решение было направлено в первую очередь против объединения рекламных агентств, контролировавших размещение 100 % рекламы на ОРТ.
Неоднократно приглашался в жюри Высшей лиги КВН.

## Оценки деятельности
Александр Политковский вспоминает о своём коллеге как профессионале:

С точки зрения самой профессии он был достаточно слаб. Он очень быстро освоил дело ведущего. Здесь возникает один большой теоретический спор по поводу того, что журналистика всё-таки — это творчество или ремесло… Там должно быть и ремесло, и творчество. Так что его вклад огромен именно как основателя эффективного телевидения, технологичного, а уже дальше шло творчество.

Владимир Познер высоко оценивал профессиональные качества Влада Листьева:

Безусловно, он обладал главным талантом ведущего, а именно — умением «пробить» экран и оказаться сидящим рядом с каждым отдельно взятым зрителем… Каждый раз, когда он был ведущим, программа получала совершенно колоссальную популярность… Он нашёл ключ к зрителю, умел этого зрителя заинтересовать, и делал он это в высокой степени профессионально.

Публицист Максим Калашников в своей книге «Сломанный меч империи» (1998) подверг Влада Листьева резкой критике, обозвав его «еврейским шоуменом, дебилизировавшим миллионы людей».

## Семья
- Отец — Николай Иванович Листьев (1931—1973)[источник не указан 1096 дней], был руководителем районного штаба Комитета народного контроля, мастером в гальваническом цехе на заводе «Динамо». В 42-летнем возрасте покончил жизнь самоубийством, отравившись дихлорэтаном[20].
- Мать — Зоя Васильевна Листьева (дев. Щелкунова) (1934[источник не указан 1096 дней]—1996) — копировщица в проектной организации на заводе «Динамо». Выйдя на пенсию, устроилась уборщицей в метро на станцию «Каховская». 30 июня 1996 года была сбита автомобилем. Скончалась по дороге в больницу, в её крови был обнаружен большой процент алкоголя[20][21].
- Отчим (род. ок. 1945) злоупотреблял алкоголем и наркотиками[22][23][24].
- Первая жена — Елена Валентиновна[25] (в девичестве Есина) (род. 7 ноября 1956)[источник не указан 1812 дней]. Поженились 30 июля 1977 года. Официально развелись 14 октября 1982 года.
  - сын — скончался спустя три дня после рождения.
  - дочь — Валерия (по бывшему мужу Осецкая[26]; род. 18 марта 1981)[27] — логопед по образованию, по состоянию на 2012 год работала в Академии парикмахерского искусства «Долорес» на Арбате. Отец не принимал участия в её воспитании[26][28].
- Вторая жена — Татьяна Алексеевна Лялина (род. 11 ноября 1956), филолог, преподаватель, переводчик, редактор. Познакомились ещё студентами МГУ, во время Олимпиады 1980 года, работая переводчиками с французского и испанского языков.
  - пасынок — Николай Лялин (род. 1981)[29], из других источников, Николай Лялин и Александр Листьев являются троюродными братьями[прояснить];
  - сын — Владислав (12 мая 1982—1988), умер в шестилетнем возрасте, был инвалидом, в 3 месяца ослеп и оглох из-за халатности врачей[3][29][30].
  - сын — Александр (род. 13 июля 1983). С 1994 по 2000 год жил и учился в Англии, в школе при Кембридже, где профессионально занимался регби, но потом вернулся в Россию и окончил Международный Университет в Москве в качестве «рекламиста».[источник не указан 1483 дня] Работает на телевидении с 2002 года, прошёл долгий путь от администратора до исполнительного директора таких проектов, как «Последний герой», «Большие гонки», «Минута славы», «Фабрика звёзд», «Король ринга», «Жестокие игры»[31]. В 2013 году имел проблемы с законом из-за езды в нетрезвом виде[32][33]. С 15 февраля по 22 марта 2018 года вместе с Яной Чуриковой был ведущим интернет-проекта «#наМузыке», производством которого занимались «Красный квадрат», MTV Россия и «Яндекс Музыка»[34]. У Александра четверо детей: Александра (2008), Арсений (2010), Елизавета (2019), Илья (2022).
- Третья жена с 31 декабря 1991 года[35] — Альбина Владимировна Назимова (род. 9 июня 1963)[36], художница, продюсер, дизайнер интерьеров, после смерти Владислава Листьева вышла замуж за Андрея Разбаша (1952—2006).

## Убийство

Траурная статичная заставка, которая транслировалась 2 марта 1995 года в эфире многих телеканалов

Могила Владислава Листьева на Ваганьковском кладбище Москвы

Поздним вечером 1 марта 1995 года, при возвращении со съёмок программы «Час пик», Владислав Листьев был убит двумя неизвестными в подъезде собственного дома на Новокузнецкой улице. Первая пуля попала в правое предплечье, вторая — в голову, ранение оказалось смертельным. Спустя 9 минут жильцы дома обнаружили тело телеведущего. Ценности и большая сумма наличных, имевшиеся у него, остались нетронутыми, что позволило следователям предположить, что убийство связано с деловой или политической деятельностью телеведущего.
В связи с этим преступлением в течение следующего дня в эфире «1-го канала Останкино», «РТР», «НТВ» и других телеканалов транслировалась только траурная статичная заставка с надписью «Владислав Листьев убит», периодически прерываемая выпусками новостей.
Церемония прощания состоялась 2—3 марта в концертной студии «Останкино». Отпевание прошло 4 марта в храме Воскресения Словущего на Успенском Вражке. Похоронен на Ваганьковском кладбище в Москве (уч. 1).
Убийство Листьева стало одним из наиболее громких убийств 1990-х годов и на данный момент остаётся нераскрытым.

## Память

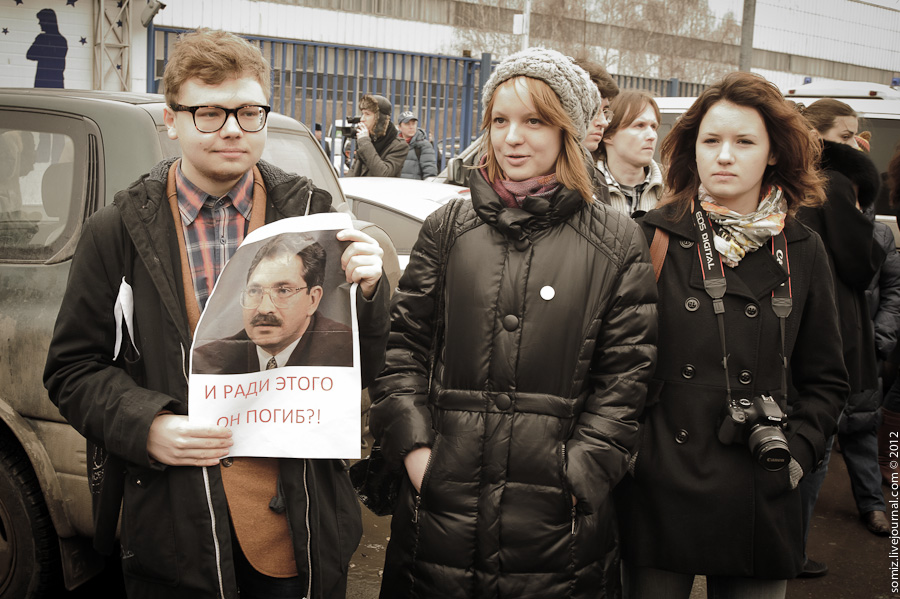
18 марта 2012 года

- Первый канал и Российская академия телевидения учредили 1 марта 2010 года премию за заслуги в развитии Российского телевидения имени Влада Листьева. Она будет присуждаться раз в год[44]. Первый лауреат премии имени Влада Листьева был назван 25 ноября 2010 года. Им стал известный журналист и телеведущий Леонид Парфёнов.
- В честь Влада также назван астероид (4004) Листьев.
- Именем Влада Листьева названа улица в посёлке Ключ Жизни Елецкого района Липецкой области[45].
- Именем Влада Листьева названа улица в селе Краснокумском Георгиевского городского округа Ставропольского края[45].
- Именем Влада Листьева названа улица в селе Белосарайская Коса вблизи города Мариуполя (Украина)[46][неавторитетный источник].
- Именем Влада Листьева названа улица в селе Троицкое (Моздокский район, Республика Северная Осетия-Алания)[45].
- Именем Влада Листьева названы улица и переулок в городе Армавир (Краснодарский край)[47].
- Именем Влада Листьева названа улица в городе-курорте Белокуриха (Алтайский край)[45].
- Именем Влада Листьева названа улица в селе Каменка Тюменского района Тюменской области[45].
- Именем Влада Листьева названа улица в посёлке Курагино Красноярского края[45].
- Именем Влада Листьева названа улица в посёлке Кошурниково в Курагинском районе Красноярского края[45].
- Именем Влада Листьева названа улица в городе Михайловске Шпаковского района Ставропольского края[45].
- Именем Влада Листьева названа улица в посёлке Первомайском Первомайского района Оренбургской области[45].
- Именем Влада Листьева названа улица в селе Верхний Ломов Нижнеломовского района Пензенской области[45].
- Именем Влада Листьева названа улица в селе Новоселезнево Казанского района Тюменской области[45].

### Документальные фильмы и телепередачи о Листьеве
В память о Владе Листьеве российское телевидение выпустило и продемонстрировало за эти годы целый ряд документальных фильмов и телепередач:
- «Час Пик. Владислав Листьев» («1-й канал Останкино», 2 марта 1995)
- «Владислав Листьев. Диалог с самим собой» («1-й канал Останкино», 9 марта 1995) (выпуск программы «Час пик» на девять дней со дня смерти)
- «Бабушкин сундук. Памяти Владислава Листьева» («РИО», г. Самара, 1995)
- «Влад. Прошёл год…» (ОРТ, 1 марта 1996)
- «Влад» (ОРТ, 1 марта 1997)
- «Семь улыбок Влада Листьева» («ТВ-6», 1998)[48]
- «В мире людей. Владислав Листьев» («ТВ-6», 1998)[48]
- «Мой серебряный шар. Влад Листьев» («Россия», 15 сентября 2003)[48][49]
- «Влад Листьев. Вспомнить всё» («Первый канал», 1 марта 2005)
- «Влад Листьев. Вспомнить всё» («Первый канал», 10 мая 2006, вторая версия фильма: приурочена к 50-летию со дня рождения Листьева)
- «Убийство Листьева» («Совершенно секретно», 9 мая 2007)
- «Альбина и Влад. Любовь и смерть в прямом эфире» («НТВ», 28 февраля 2009)[48]
- «Владислав Листьев. Мы помним» («Первый канал», 1 марта 2010)
- «Уже 15 лет без Влада Листьева» («Программа максимум») («НТВ», 2010)[48]
- «Убийство Листьева, или Новый поворот в деле Влада Листьева» («Россия-1», 31 октября 2010)
- «Время, которое нас изменило. Владислав Листьев» («ТВК», г. Красноярск, 20 февраля 2011)
- «Мифы и легенды. Владислав Листьев»[когда?][48]
- Выпуск «Битвы экстрасенсов» («ТНТ», 24 ноября 2013), посвящённый гибели Влада Листьева стал самым рейтинговым за всю историю существования проекта (с момента запуска передачи до дня эфира) — (доля 33,4 %)[6]
- В 2014 году Евгений Додолев и Лариса Кривцова сняли фильм «Влад Листьев. Был или не был?»[50][51][52], но работа так и не была обнародована, материалы ленты легли в основу книги «Мушкетеры перестройки. 30 лет спустя» (2017)[53]
- «Влад Листьев. Взгляд через двадцать лет» («Первый канал», 1 марта 2015)[54]
- «Влад Листьев. 20 лет без легенды» (творческое объединение «МИКС», 8 марта 2015, продюсер Эрик Салахов)[55]
- «Прощание. Владислав Листьев» («ТВ Центр», 1 марта 2016)[56]
- «Влад Листьев. Жизнь быстрее пули» («Первый канал», 10 мая 2016)[57]
- «ПРАВ!ДА? на ОТР». К 60-летию Владислава Листьева («Общественное телевидение России», 10 мая 2016)[58].
- «Владислав Листьев. Неоконченное расследование». Расследование Эдуарда Петрова («Россия 24», 2 марта 2019)
- «Легенды Телевидения: Владислав Листьев», Звезда, (16 января 2020).
- «25 лет спустя: кто убил главную звезду нового русского ТВ?» / Редакция (20.02.2020, Алексей Пивоваров, ютуб-канал «Редакция»)[59]
- «Листьев. Новый взгляд» (фильм Родиона Чепеля, YouTube-канал «КиноПоиск» и стриминговый сервис КиноПоиск HD, 25 февраля 2020)
- «Влад Листьев: ТВ, которое убили» (фильм Ксении Собчак, YouTube-канал «Осторожно, Собчак!», 26 февраля 2020)[60]
- «Памяти Влада Листьева» («Первый канал», 29 февраля 2020)[61]
- «Влад Листьев. Зачем я сделал этот шаг?» (укороченная версия фильма «Памяти Влада Листьева»; «Первый канал», 1 марта 2020)[62]
- «Альбина Назимова. 25 лет без Листьева» (Проект Катерины Гордеевой, YouTube-канал #ещенепознер, 1 марта 2020)[63]
- «Влад Листьев. Улыбка на память» («Первый канал», 1 марта 2025)[64]
- «Час пик Влада Листьева» («Первый канал», 1 марта 2025)[65]

### Книги о Листьеве
- «Кто убил Влада Листьева?…» (1995), ISBN 985-6202-67-1, Современная литература, 416 стр.
- «Час Пик. Кто убил Влада Листьева?» (1995), ISBN 5-85095-071-3, Орион.
- Раззаков Ф. Звёзды телевидения: Правда. Домыслы. Сенсации. [печатный текст] / Раззаков, Фёдор Ибатович, Автор (Author); Дольников, В., Редактор (Editor); Левыкин, М. А., Художник (Artist). — Москва [Россия]: Эксмо, 2000. — 432 с.: ил. + [8] л.; 24 см. — 7 000 экземпляров. — ISBN 5-04-006025-4
- «Владислав Листьев. Послесловие…» (2001), ISBN 5-17-009772-7, ISBN 5-93992-010-1
- «Кто убил Влада?» (2003), ISBN 5-98318-001-0
- «Влад Листьев. Пристрастный реквием» (2011), ISBN 978-5-905629-27-3
- «Битлы перестройки» (2011), ISBN 5-94663-301-7, ISBN 978-5-94663-301-7, ISBN 978-5-470-00172-6
- «The Взгляд» (2013), ISBN 978-5-4438-0344-9[66]
- «Лиsтьев. Поле чудес в стране дураков» (2014), ISBN 978-5-4438-0260-2
- «Мушкетеры перестройки. 30 лет спустя» (2017), ISBN 978-5-17-105662-9
- «Влад Листьев & „Взгляд“. 101 штрих к портрету» (2019), ISBN 978-5-00-504355-9.

### Комментарии
1. ↑  См. Победители ТЭФИ.